# Alyosha
Oljena Koetsjer (Oekraïens: Олена Кучер) (14 mei 1986, Zaporizja, Sovjet-Unie) beter bekend onder haar artiestennaam Alyosha (Oekraïens: Альоша) is een Oekraïense zangeres. 

## Biografie
Alyosha heeft gestudeerd aan de Universiteit van Kunst en Cultuur in Kiev. 

### Eurovisiesongfestival 2010
Op 20 maart 2010 won Alyosha de Oekraïense nationale finale voor het Eurovisiesongfestival, in Oslo, Noorwegen, nadat eerder dat jaar bekend was geworden dat de eerder intern gekozen zanger Vasyl Lazarovytsj niet mee ging doen aan het Eurovisiesongfestival voor Oekraïne. Eerst zou Alyosha het nummer To Be Free zingen, maar later werd bekend dat het nummer al in 2008 was gepubliceerd en dus niet mee mocht doen volgens de regels van het Eurovisiesongfestival. Twee dagen na de deadline van het insturen van de liedjes naar het Songfestival, op 22 maart, werd bekend dat Alyosha Oekraïne met Sweet People ging vertegenwoordigen. Doordat de Oekraïense omroep te laat was met insturen, kregen zij overigens nog een boete.
Het nummer Sweet People gaat over hoe mensen elkaar pijn doen en de wereld voor elkaar verpesten. Ook zou er in het liedje een referentie worden gemaakt na de Kernramp van Tsjernobyl die een paar weken voor Alyosha's geboorte was gebeurd.
Alyosha trad aan in de tweede halve finale van het Eurovisiesongfestival 2010 op 27 mei en werd zevende; genoeg voor een finaleplaats. Op 29 mei vond de finale plaats, waar zij tiende werd met 108 punten.
2003: Oleksandr Ponomarjov · 
2004: Ruslana · 
2005: GreenJolly · 
2006: Tina Karol · 
2007: Vjerka Serdjoetsjka · 
2008: Ani Lorak · 
2009: Svitlana Loboda · 
2010: Alyosha · 
2011: Mika Newton · 
2012: Gaitana · 
2013: Zlata Ohnevytsj · 
2014: Maria Jaremtsjoek · 
2016: Jamala · 
2017: O.Torvald · 
2018: Mélovin · 
2021: Go_A · 
2022: Kalush Orchestra · 
2023: Tvorchi · 
2024: Alyona Alyona & Jerry Heil · 
2025: Ziferblat